# He Wenna
He Wenna (Longyan, República Popular de la Xina 1989) és una gimnasta xinesa, especialitzada en Trampolí i guanyadora de dues medalles olímpiques.

## Biografia
Va néixer el 19 de gener de 1989 a la ciutat de Longyan, població situada a la província de Fujian (República Popular de la Xina).

## Carrera esportiva
Va participar, als 19 anys, en els Jocs Olímpics d'Estiu de 2008 realitzats a Pequín (República Popular de la Xina), on va aconseguir guanyar la medalla d'or en la prova femenina de TRAMPOLÍ. Gran favorita per reeditar el seu triomf en els Jocs Olímpics d'Estiu de 2012 celebrats a Londres (Regne Unit), va aconseguir guanyar la medalla de bronze en caure a la prova final.
Al llarg de la seva carrera ha guanyat cinc medalles en el Campionat del Món de trampolí, destacant quatre medalles d'or, i una medalla de plata en els Jocs Asiàtics.